# Thomas Cacciopoli

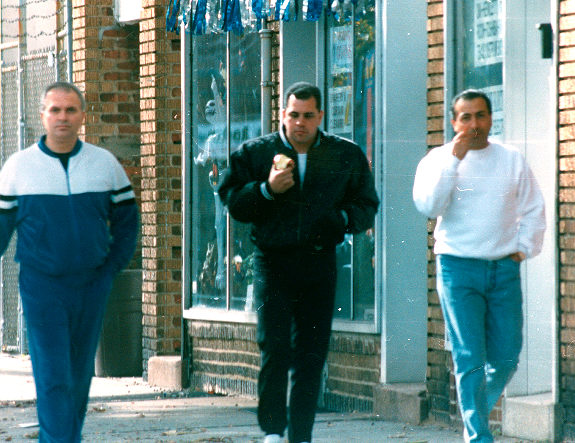
Cacciopoli (esquerda), com "Junior" Gotti (meio) e John Cavallo em uma foto de vigilância do FBI.

Thomas Cacciopoli (nascido em 5 de setembro de 1949), também conhecido como Tommy Sneakers e Cacci, é um membro de alto escalão da Família Gambino, atuando como um caporegime na facção de Nova Jersey.

## Dias de John Gotti
Depois que John Gotti virou o chefe em dezembro de 1985, Cacciopoli virou um membro no grupo criminoso liderado pelo filho de Gotti, John "Junior" Gotti e o irmão Peter Gotti. Quando John Gotti foi preso em 1992 e seu filho virou o chefe interino, Cacciopoli virou o protetor e guarda costas de Junior. Cacciopoli alegadamente recebeu seu apelido "Tommy Twitch" porque ele sofria do caso facial neuralgia, uma condição de espasmos musculares incontroláveis.

## Dias de Junior Gotti
Durante o final dos anos 1990s, Cacciopoli foi indiciado juntamente de dezenas de outros membros da família Gambino, já que o governo dos U.S acusou Junior Gotti de conspiração e associação com membros conhecidos do crime organizado, em 1998. Seguindo Gotti, Jr. deixando de ser o chefe interino em 1999, e a elevação de Peter Gotti como chefe interino em 2000, Cacciopoli foi listado como um caporegime da família Gambino, com uma gangue e atividades ilícitas originalmente baseadas na facção de Nova Jersey, com possíveis operações em Manhattan.

## Capo e indiciamentos
Seguindo o indiciamento do subchefe da Gambino, Arnold "Zeke" Squitieri em 2001, Cacciopoli e duas dezenas de seus associates foram processados por acusações da Racketeer Influenced and Corrupt Organizations Act (RICO Act) de extorsão, conspiração e extorsão de trabalho, agiotagem e homícidio.
Em 9 de março de 2005, Cacciopoli foi indiciado por acusações de pagamentos de extorsão de companhias de construção em Staten Island e Long Island. Cacciopoli foi indiciado por quatro acusações de violar a Hobbs Act Extortion (HAE), na qual mostra que Cacciopoli estava possivelmente envolvido em operações de extorsão em Nova Jérsia. Em setembro de 2006, antes do julgamento começar, Cacciopolio, junto com a maioria dos réus, aceitou um acordo de fundamento do governo.
Em 8 de fevereiro de 2008, como parte da investigação Operation Old Bridge, Cacciopoli foi novamente indiciado por acusações de extorsão. o indiciamento relatou que os réus dirigiam operações de extorsão no canteiro de obras cremalheira NASCAR em Staten Island e o canteiro de Liberty View Harbor em Jersey City, New Jersey. A testemunha do governo Joseph Vallaro testificou que Cacciopoli extorquia mais de $160,000 de sua compânia de caminhão. Em 28 de fevereiro de 2008, o governo ofereceu um acordo judicial para Cacciopoli e a maioria dos outros réus.
Em 4 de abril de 2011, Cacciopoli foi solto da prisão.

## Outras leituras
- Capeci, Jerry. The Complete Idiot's Guide to the Mafia. Indianapolis: Alpha Books, 2002. ISBN 0-02-864225-2 (inglês)
- Davis, John H. Mafia Dynasty: The Rise and Fall of the Gambino Crime Family. New York: HarperCollins, 1993. ISBN 0-06-016357-7 (inglês)